# Anton Lumpert

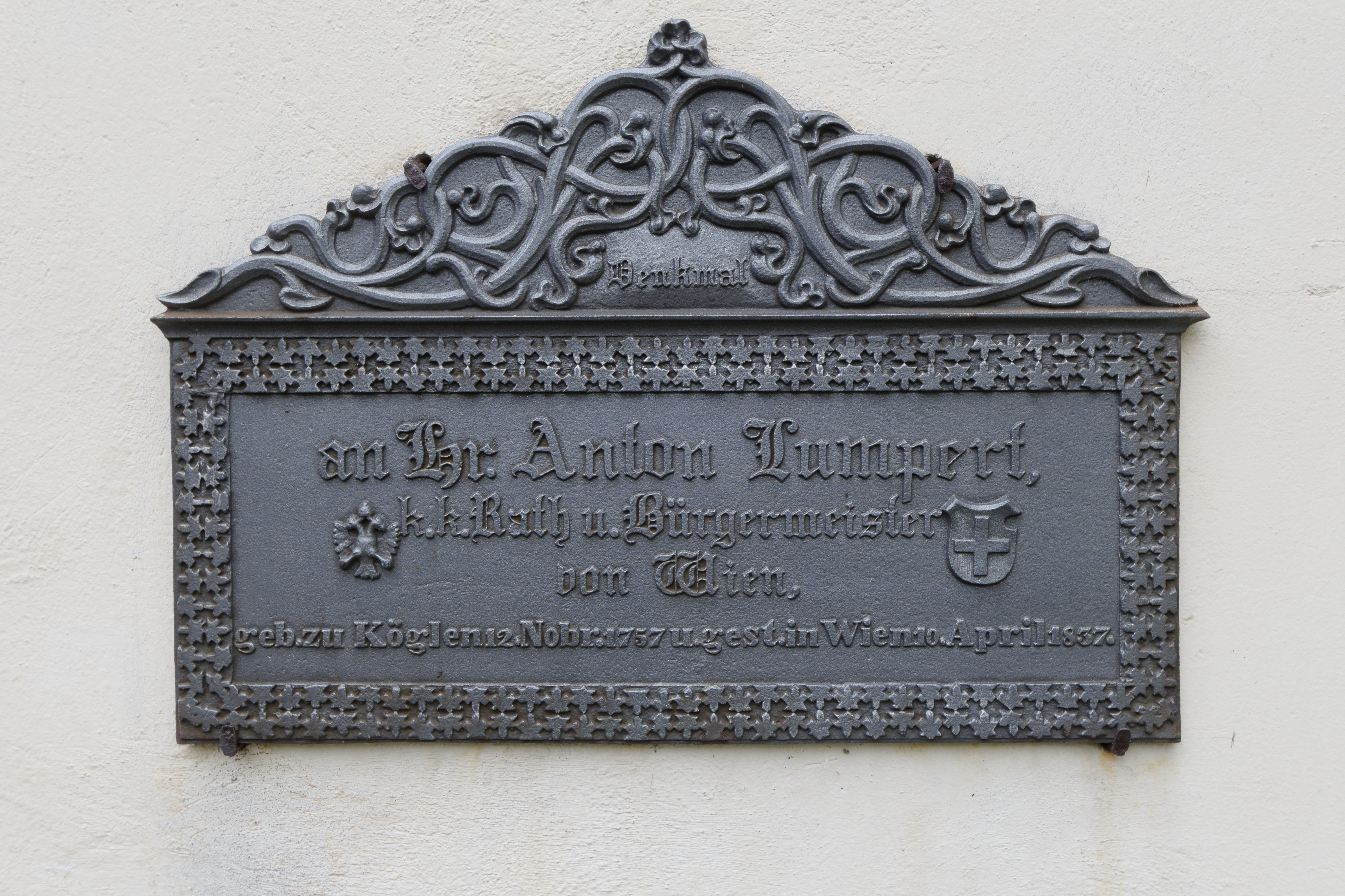
Gedenktafel für Anton Lumpert in Elbigenalp

Anton Lumpert (* 13. November 1757 im Weiler Köglen, Gemeinde Elbigenalp (Tirol); † 10. April 1837 in Wien) war ein österreichischer Beamter, Lokalpolitiker und Bürgermeister von Wien.

## Leben
Lumpert war der Sohn eines Kaufmanns, der seinen Sohn für den geistlichen Stand bestimmte. Lumpert, der zudem ein Onkel des Künstlers Anton Falger (1791–1876) war, studierte aber nach dem Gymnasium ab 1780 an der Universität Wien Rechtswissenschaften und trat 1783 in das Wiener Stadtmagistrat ein, wo er 1786 zunächst eine systemisierte Registrantenstelle erhielt. 1789 wurde er Rechtsprotokollist des Kriminalsenats, 1791 Sekretär und 1795 schließlich Kriminalrat.
Ab 1814 war Anton Lumpert Vizebürgermeister von Wien und wurde am 9. Dezember 1823 zum Bürgermeister bestellt. In diesem Jahr wurde er auch zum Kaiserlichen Rat ernannt. Seine Amtszeit stand allerdings unter keinem guten Stern. Einerseits bevormundete er den Magistrat und die städtischen Funktionäre sehr fühlbar, andererseits war er in Verwaltungsangelegenheiten unbewandert, wodurch es zu Unregelmäßigkeiten in diesem Bereich und zu einem gestörten Verhältnis zwischen dem Magistrat und der Bevölkerung kam. Als es 1830 unter Lumperts Amtszeit zu einer der größten Donauüberschwemmungen und 1831/32 zu einer Choleraepidemie in Wien kam, wurde die Kritik an ihm immer lauter. Er begann unter dem Druck der Ereignisse 1831 mit dem Bau des rechten Wienflusssammelkanals und anschließend 1834 mit dem linken Sammelkanal, da offenbar wurde, dass die Epidemie in den Vorstädten Wiens ihren Ursprung hatte. Schließlich hatte Kaiser Ferdinand I. genug von Lumperts suboptimaler Amtsführung und veranlasste ihn im September 1834 in den Ruhestand zu treten.

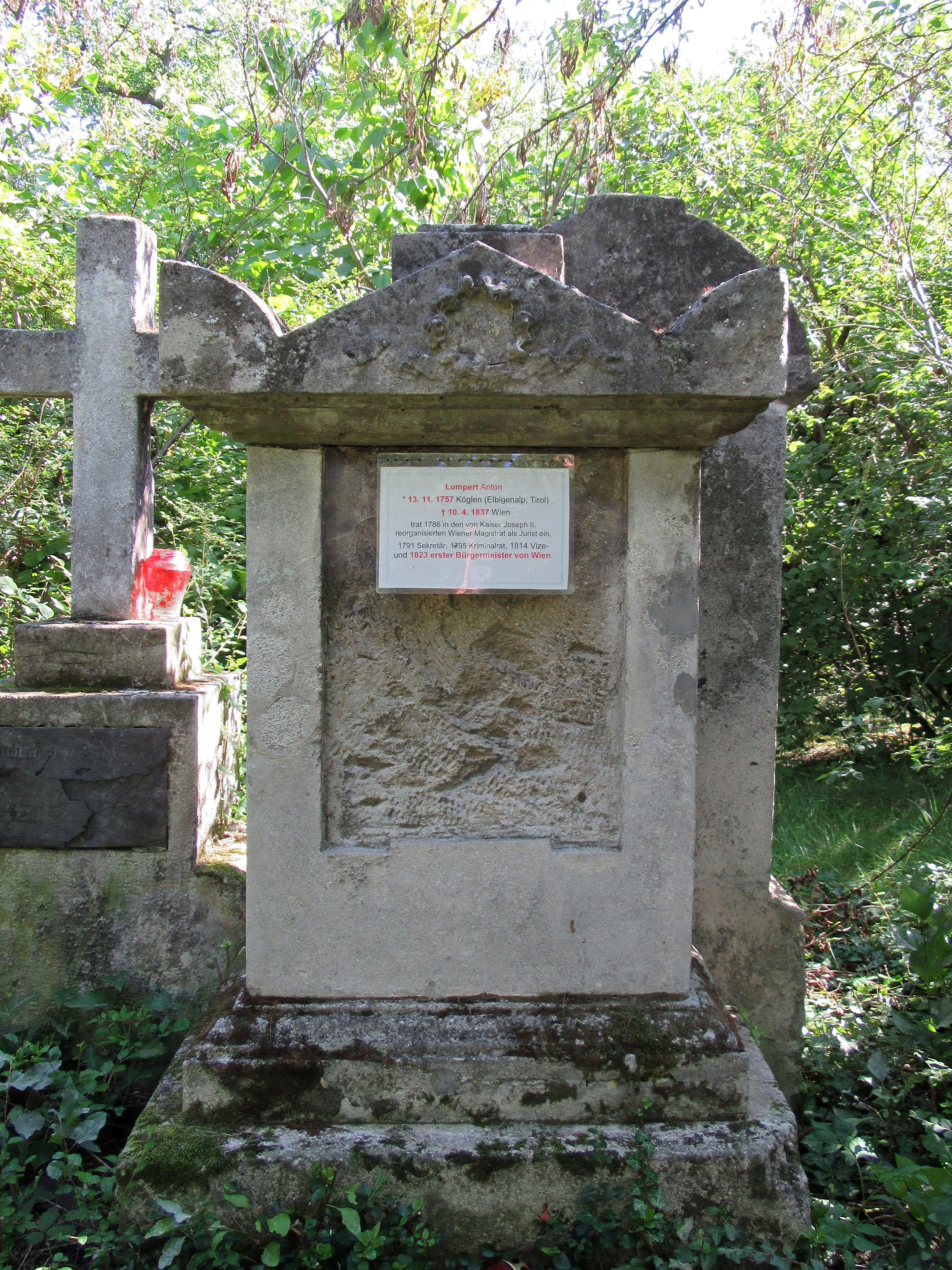
Grab von Anton Lumpert auf dem Sankt Marxer Friedhof

Nach seinem Tode wurde Lumpert auf dem Sankt Marxer Friedhof beigesetzt. In Wien-Wieden (4. Bezirk) wurde die Lumpertgasse nach ihm benannt, jedoch bereits 1862 in Kettenbrückengasse umbenannt. Eine Gedenktafel befindet sich auf dem Haus Kleine Sperlgasse 10 in Wien-Leopoldstadt, ebenso eine Tafel in seinem Geburtsort.